# Humbachtalbrücke
Die  Humbachtalbrücke  ist eine 290 m lange zweigleisige Eisenbahnüberführung der Schnellfahrstrecke Nürnberg–Erfurt zwischen den Streckenkilometern 159,293 und 159,583.
Die Balkenbrücke liegt acht Kilometer östlich von Ilmenau und überspannt die Bundesstraße 87, den Humbach sowie einen der Humbachsteiche.
Die Überführung wurde zwischen den Jahren 1999 und 2002 erbaut.

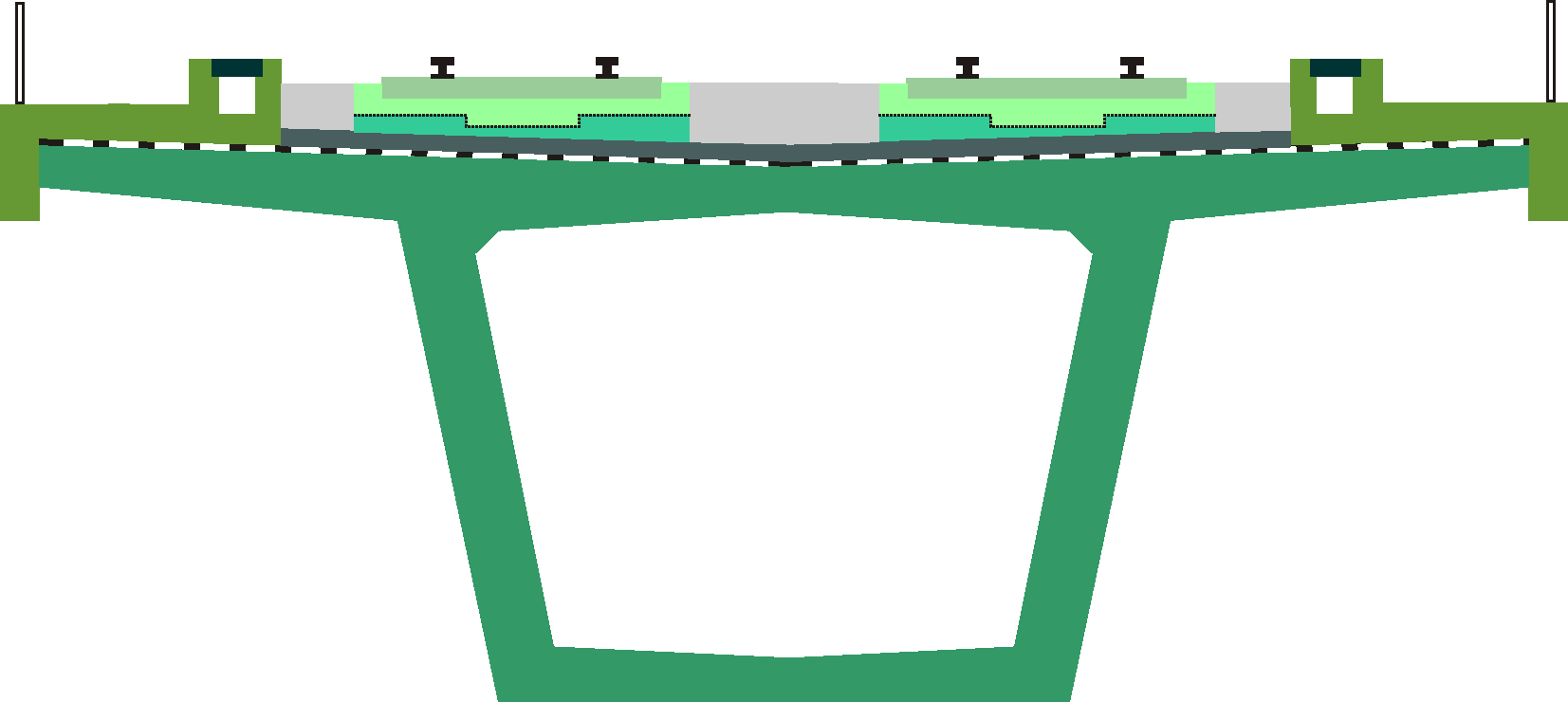
Querschnitt Überbau

Der Brückenüberbau besteht aus einer Kette von fünf Einfeldträgern. Dadurch ist der spätere Austausch einzelner Brückensegmente möglich. Die Querschnittsform ist ein einzelliger Stahlbetonhohlkasten mit geneigten Stegen, in Längsrichtung vorgespannt. Zusätzlich ist die Fahrbahnplatte in Querrichtung vorgespannt. Die Stützweite beträgt einheitlich 58 Meter bei einer Überbaubreite von 14 m. Die konstante Bauhöhe von 5,0 m ist aufgrund der erforderlichen Steifigkeit zwecks Durchbiegungsbegrenzung relativ hoch.